# Chiambretti c'è
Chiambretti c'è è stato un programma televisivo italiano, andato in onda su Rai 2 in seconda serata per due edizioni, dal 2001 al 2003.
La trasmissione, che aveva segnato il ritorno in televisione di Piero Chiambretti, aveva delle caratteristiche particolari: le ballerine erano chiamate "Le Letterate" proprio perché, a differenza delle Letterine, presenti in un altro programma televisivo, erano, per lo più, laureate, quindi, presumibilmente, oltreché belle anche intelligenti (il termine era peraltro già stato usato in  Il gatto e la volpe, in onda su Canale 5). Le Letterate - che avevano superato vari provini con Gianni Boncompagni, Irene Ghergo, Alfonso Signorini e Piero Chiambretti stesso - durante la trasmissione cantavano canzoncine ironiche, facevano balletti spiritosi, sfilate e sketch vari.
Una delle caratteristiche del programma era lo specchio che rifletteva lo schermo posizionato nel pavimento (la stessa tecnica era stata utilizzata nel programma Satyricon solo che invece di riflettere lo schermo rifletteva il pubblico), infatti durante la trasmissione si poteva notare che lo specchio era tale perché si vedeva l'immagine riflessa di Chiambretti e degli ospiti.
Questa è l'ultima trasmissione che Chiambretti conduce in Rai, fatta eccezione per il Dopofestival 2007 e il Festival di Sanremo 2008.
Il modello del programma viene in seguito ripreso con Markette su LA7 e il Chiambretti Night su Italia 1 e dal 2010 su Canale 5.